# Entsorgungszentrum Pohlsche Heide
Das Entsorgungszentrum Pohlsche Heide ist ein Entsorgungszentrum des ostwestfälischen Kreises Minden-Lübbecke mit Deponie, Kompostwerk, Mechanisch-biologische Abfallbehandlungsanlage, Thermischer Verwertung sowie zwei Wertstoffhöfen in der Gemeinde Hille und wird durch die KreisAbfallVerwertungsGesellschaft mbH Minden-Lübbecke (KAVG mbH) betrieben. Diese ist vom Kreis Minden-Lübbecke mit der Erbringung von Entsorgungsdienstleistungen im Rahmen der öffentlich-rechtlichen Entsorgungspflicht beauftragt worden.

## Lage
Das Entsorgungszentrum liegt im Kreis Minden-Lübbecke in Ostwestfalen nahe der Grenze zum niedersächsischen Flecken Diepenau (Landkreis Nienburg/Weser) und nordwestlich der Kreisstadt Minden im Waldgebiet Mindenerwald. Das Gelände befindet sich an der Nordostgrenze der Ortschaft Hille der gleichnamigen Gemeinde hin zum Ortsteil Friedewalde der Stadt Petershagen.

## Geschichte
Die Deponie an der Pohlschen Heide wurde durch das Abfallgesetz der Bundesrepublik Deutschland gefordert und regelte somit die geordnete Einlagerung des Mülls in einer Schüttung. Die Hochmülldeponie verfügt über eine moderne Sickerwasserreinigung und eine Deponieentgasung, die in zwei Blockheizkraftwerken verwertet werden. Sie wurde von 1984 bis 1988 in einem ersten Bauabschnitt aufgebaut und 1988 eröffnet. 1994 wurde das Gelände um einen zweiten Bauabschnitt erweitert. Die Fläche des Entsorgungszentrums umfasst 136 ha Fläche, die beiden heute in Betrieb befindlichen Deponieflächen betragen 27 ha. 50 ha stehen für geplante Erweiterungen zur Verfügung. Von 1988 bis 2005 durfte dort Hausmüll, Bauschutt und Gewerbeabfall ohne vorherige mechanisch-biologische Abfallbehandlung eingebracht werden.
Das Kompostwerk ist 1995 eröffnet worden und kompostiert pro Jahr 40.000 Tonnen Bioabfälle und 10.000 Tonnen Garten- und Parkabfälle. Die Rottezeit beträgt im Normalfall acht bis zwölf Wochen.
Die Mechanisch-Biologische Abfallbehandlung wurde 2005 eröffnet. Bis dahin wurden die Abfälle direkt in der Deponie verbracht ohne die biologischen und chemischen Verwertung zu nutzen. Mit Inbetriebnahme hat sich das Abfallvolumen auf der Deponie merklich reduziert.
Die Mechanisch Biologische Abfüllanlage gliedert sich in einen mechanischen und einen biologischen Teil und es können jährlich bis zu 115.000 Tonnen Abfälle behandelt werden.
Im mechanischen Teil wird der Abfall auf eine Korngröße von maximal 150 Millimeter zerkleinert und anschließend in drei Kornfraktionen ausgesiebt. Die kleinste Fraktion enthält viel organischen Anteil und wird biologisch aufgearbeitet. Die mittlere Fraktion wird als thermisch verwertbarer Ersatzbrennstoff dem Heizkraftwerk Minden zugeführt. Die grobe Kornklasse wird der Gewerbeabfallstrecke zugeführt.

## Nutzung über das Kreisgebiet hinaus
Die Deponie ist auf eine größere Aufnahmekapazität ausgelegt, als heute noch gebraucht wird. Daher gibt es Verhandlungen mit dem niedersächsischen Nachbarkreis Diepholz, von dort her Müll einzulagern. Dort soll dafür auf den Ausbau der Deponie Bassum verzichtet werden und ab 2012 rund 25.000 bis 30.000 Tonnen Abfall zur Pohlschen Heide geliefert werden. Gespräche in gleicher Richtung gibt es auch mit dem Landkreis Nienburg.

## Betriebskosten
Die Betriebskosten müssen mit der seit ein paar Jahren reduzierten Abfallmenge neu kalkuliert werden und werden dazu führen, dass der Abfall für die Bürger aus dem Landkreis teurer wird. Seit 2007 sinken die Hausmüllmengen langsam und die Gewerbemüllmengen stark, letzteres nicht zuletzt aufgrund des Kreislaufwirtschaftsgesetzes. 2007 kamen aus den Haushaltrestmülltonnen 37900 Gewichtstonnen, 2011 35994. Beim Gewerbeabfall war es 2007 noch 17488 Gewichtstonnen, 2011 wurden hier nur noch 10000 Tonnen erreicht.

## Politische Diskussion
Es gab lange Diskussionen mit den Gegnern der Deponie um die Basisabdichtung der Deponie.
Anfang des 21. Jahrhunderts war es im Gespräch, dass der Kreis Minden-Lübbecke an die Müllverbrennungsanlage Bielefeld angeschlossen werden sollte, wogegen man sich mit der mechanisch-biologischen Vorbehandlung erfolgreich wehren konnte.